# Stanley Shapiro
Pour les articles homonymes, voir Shapiro.
Stanley Shapiro est un scénariste et producteur américain né le 16 juillet 1925 à New York, dans l'État de New York (États-Unis), et décédé le 21 juillet 1990 à Los Angeles (Californie).

## Filmographie

### comme scénariste
- 1953 : Le Bagarreur du Pacifique (South Sea Woman)
- 1958 : Vacances à Paris (The Perfect furlough)
- 1959 : Confidences sur l'oreiller (Pillow Talk)
- 1959 : Opération jupons (Operation Petticoat)
- 1960 : McGarry and His Mouse (TV)
- 1961 : Le Rendez-vous de septembre (Come September)
- 1961 : Un pyjama pour deux (Lover Come Back)
- 1962 : Un soupçon de vison (That Touch of Mink)
- 1964 : Les Séducteurs (Bedtime Story)
- 1965 : Le Coup de l'oreiller (A Very Special Favor) de Michael Gordon
- 1968 : How to Save a Marriage (And Ruin Your Life)
- 1969 : Me, Natalie
- 1974 : Ma femme est dingue (For Pete's Sake)
- 1978 : The Seniors (en)
- 1981 : Carbon Copy
- 1988 : Le Plus Escroc des deux (Dirty Rotten Scoundrels)

### comme producteur
- 1960 : McGarry and His Mouse (TV)
- 1961 : Un pyjama pour deux (Lover Come Back)
- 1962 : Un soupçon de vison (That Touch of Mink)
- 1964 : Les Séducteurs (Bedtime Story)
- 1965 : Le Coup de l'oreiller (A Very Special Favor) de Michael Gordon
- 1968 : How to Save a Marriage (And Ruin Your Life)
- 1969 : Me, Natalie
- 1974 : Ma femme est dingue (For Pete's Sake)
- 1978 : The Seniors (en)
- 1981 : Carbon Copy